# 吉氏副棘鮃
吉氏副棘鮃為輻鰭魚綱鰈形目鰈亞目牙鮃科的其中一種，分布於東太平洋區，從加利福尼亞灣至秘魯海域及半鹹水域，棲息深度可達36公尺，體長可達27公分，棲息在沙泥底質淺水域、河口，以底棲生物為食，生活習性不明，可做為食用魚。

## 扩展阅读
維基物種上的相關：吉氏副棘鮃